# Cistus salviifolius
Il cisto femmina (Cistus salviifolius L., 1753) è un arbusto appartenente alla famiglia delle Cistaceae, tipico della macchia mediterranea.

## Descrizione

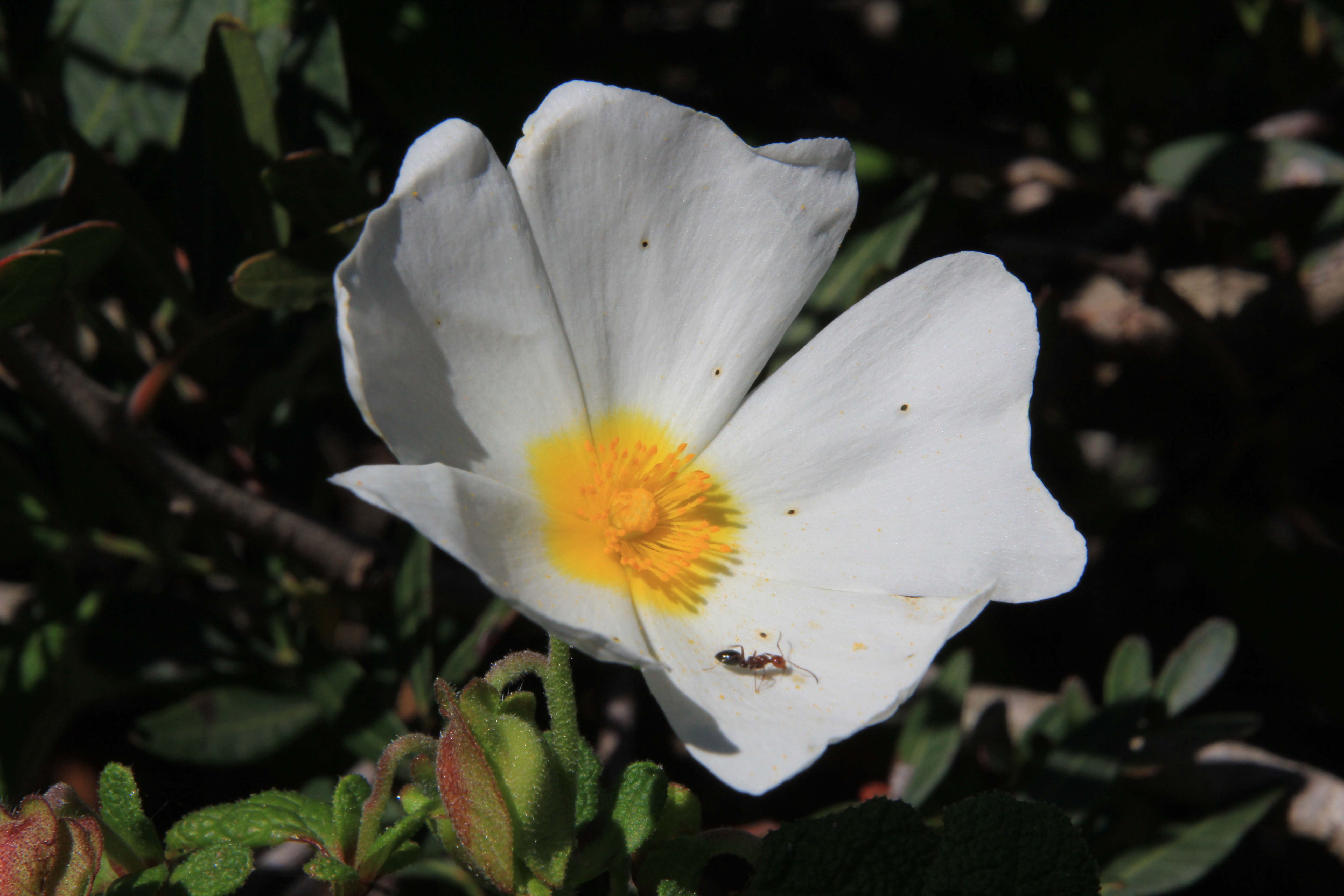

Questa pianta ha un portamento arbustivo, con altezza fino a 50–60 cm. Le sue foglie sono color verde glauco, ovali o ellittiche, picciolate, tomentose e non collose al tatto, con margine intero e ricoperte da tricomi. La lamina fogliare è lunga da 1 a 3 cm.
I fiori sono solitari e lungamente peduncolati, disposti all'ascella delle foglie, hanno simmetria raggiata e diametro di 4–5 cm. La corolla è composta da 5 petali liberi, di colore bianco con sfumature gialle alla base. L'androceo è composto da numerosi stami con filamenti brevi e antere gialle. L'ovario è supero con stimma quasi sessile.
Il frutto è una capsula contenente più semi.

## Biologia
Al pari degli altri cisti è una pianta molto resistente in grado di tollerare prolungate condizioni di siccità e ampi range di pH del terreno. Pianta eliofila, si adatta anche a condizioni di parziale ombreggiamento, pertanto può ritrovarsi anche in foreste a volta aperte. Fiorisce da aprile a maggio e fruttifica entro l'inizio dell'estate. La sopravvivenza della specie agli incendi è garantita dai semi.

## Distribuzione e habitat
Il cisto femmina è una pianta diffusa nel bacino del Mediterraneo ed è pertanto possibile trovarla in leccete, macchia mediterranea e gariga. La sua distribuzione interessa tutte le aree della penisola Italiana in cui è possibile trovare tali ambienti, dal Sud fino al Nord Italia, dov'è presente presso grandi laghi, sui Colli Euganei, ai piedi dell'Appennino in Emilia-Romagna e in Istria. È citata la sua presenza anche in Piemonte, nella Val di Susa e nelle Langhe.
Tipico arbusto dello strato inferiore nelle associazioni forestali o a macchia, non forma associazioni monofloristiche ma può  trovarsi consociato con altre specie dello stesso genere nella macchia a cisto.

## Usi
Specie impiegata a volte come pianta ornamentale in zone mediterranee. Si propaga facilmente per seme o per talea.